# The Hindu Times
The Hindu Times è un brano della band inglese Oasis, primo singolo estratto dal quinto album del gruppo, Heathen Chemistry, il 15 aprile 2002.
La canzone, scritta da Noel Gallagher, è stato il sesto singolo degli Oasis giunto alla posizione numero uno in Inghilterra, rimanendo in vetta per due settimane aggiudicandosi il disco d'argento, prima di lasciare il posto al pezzo Freak like Me delle Sugababes.

## Genesi
Nel 2010, in una delle interviste sui brani più celebri degli Oasis, rilasciate in occasione dell'uscita della raccolta Time Flies... 1994-2009, Noel Gallagher disse a proposito del brano:
(Noel Gallagher, 2010)
In un'intervista rilasciata al Toronto Sun l'11 agosto 2002 Noel disse:
(Noel Gallagher, 2002)
Il titolo ha poco a che vedere con il testo del brano, che invece è molto nello stile di Definitely Maybe, in particolar modo di Rock 'n' Roll Star. Si è speculato sul fatto che il nome potesse alludere al riff della canzone, che ricorda molto la musica indiana suonata con il sitar. In altre interviste Noel ha affermato di avere scelto il titolo dopo averlo visto su una t-shirt di suo fratello Liam.
La b-side del singolo, Just Getting Older, era stata scritta già dai tempi della pubblicazione di Standing on the Shoulder of Giants, ma non era mai stata commercializzata.

## Accoglienza
La canzone era già stata suonata per la prima volta dagli Oasis nell'autunno del 2001, durante il Ten Years of Noise and Confusion Tour, un tour che celebrava i dieci anni dalla fondazione del gruppo. Quest'ultima inizialmente avrebbe dovuto essere commercializzata al tempo stesso, ma Noel alla fine decise di bloccare tutto perché secondo lui, per essere completata al meglio, la traccia aveva ancora bisogno di lavorazione.
Il brano, che unisce il rock potente e veloce dei primi album del gruppo con la psichedelia del precedente Standing on the Shoulder of Giants, è stato il primo singolo degli Oasis dai tempi di (What's the Story) Morning Glory? a ricevere recensioni positive da quasi tutta la critica. D'altra parte però, la canzone è stata criticata pesantemente da alcuni fan. Si afferma infatti che i principali riff di chitarra siano stati presi dalla canzone Same Size Feet degli Stereophonics, datata 1997.

## Formazione
- Liam Gallagher - voce
- Noel Gallagher - chitarra solista, cori
- Gem Archer - chitarra ritmica
- Andy Bell - basso
- Alan White - batteria

### Altri musicisti
- Paul Stacey - pianoforte, mellotron

## Tracce
- CD RKIDSCD 23

1. The Hindu Times - 3:53
2. Just Getting Older - 3:17
3. Idler's Dream - 2:57

- 7" RKID 23

1. The Hindu Times - 3:53
2. Just Getting Older - 3:17

- 12" RKID 23T

1. The Hindu Times - 3:53
2. Just Getting Older - 3:17
3. Idler's Dream - 2:57

- DVD RKIDSDVD 23

1. The Hindu Times - 3:53
2. The Hindu Times (demo) - 4:32
3. 10 minuti del "Noise And Confusion Tour" - prima parte - 9:26

## Classifiche
| Classifica (2002) | Posizione massima |
| ----------------- | ----------------- |
| Australia         | 22                |
| Austria           | 29                |
| Belgio (Fiandre)  | 65                |
| Belgio (Vallonia) | 61                |
| Canada            | 1                 |
| Danimarca         | 7                 |
| Finlandia         | 5                 |
| Francia           | 84                |
| Germania          | 30                |
| Giappone          | 16                |
| Irlanda           | 2                 |
| Italia            | 1                 |
| Norvegia          | 3                 |
| Nuova Zelanda     | 47                |
| Paesi Bassi       | 47                |
| Regno Unito       | 1                 |
| Spagna            | 2                 |
| Svezia            | 13                |
| Svizzera          | 15                |